# Euphyciodes
Euphyciodes is een geslacht van vlinders van de familie grasmotten (Crambidae).

## Soorten
- E. albotessulalis (Mabille, 1900)
- E. griveaudalis Viette, 1960